# María de Villota
María de Villota Comba (Madrid, 1979. január 13. – Sevilla, 2013. október 11.) spanyol autóversenyző. Édesapja, Emilio de Villota 1976 és 1982 között tizenöt Formula–1-es versenyen vett részt, testvére, Emilio de Villota Jr. szintén autóversenyző volt.

## Pályafutása
María de Villota tizenhat éves korában gokartozással kezdte autóversenyzői karrierjét. 2000-ben áttért a együléses versenyautókra és a spanyol Formula Toyota sorozatban szerepelt, ahol két szezont töltött, és a második szezonban az összetett pontverseny második helyén zárt. 2001-ben debütált a spanyol Formula–3-as bajnokságban, ahol összesen négy idényt töltött. 2003-ban 13., 2004-ben a 12. helyet szerezte meg az összetettben, dobogóra egyszer sem állhatott. 
2005-ben a Ferrari Challenge elnevezésű sorozatban indult és emellett rajthoz állt még a spanyol Formula–3-as bajnokságban is. Egy Ferrari 360 Modena volánja mögött elindult a Daytonai 24 órás autóversenyen, amely versenyt be is fejezett. 2006-ban továbbra is a Ferrari Challenge-ben versenyzett, valamint két futamon rajthoz állt a Túraautó-világbajnokságon is. 2007-ben az ADAC Procar sorozatban szerepelt. 2008-ban rajthoz állt az Auto GP sorozatban, 2011-ben pedig a Superleague Formulában az Atlético de Madrid versenyzőjeként. 2012-ben egy két évvel korábbi Renault-t tesztelhetett a Formula–1-ben, majd még ebben az évben a Marussia tesztpilótája lett.
2012 júniusában a Nemzetközi Automobil Szövetség a "Nők a motorsportban" mozgalom nagykövetévé nevezte ki.

## Balesete
2012. július 3-án Angliában, a duxford-i reptéren tesztelt, egy ártalmatlan szituációban autója felett elveszítette az irányítást és az egyik kamion leeresztett hátsó rámpájának ütközött. A helyszínen tartózkodó BBC riporterének becslése szerint de Villota Marussiája az ütközés pillanatában maximum 65 km/h-s sebességgel haladhatott. De Villota súlyos sérüléseket szenvedett és jobb szeme világát is elveszítette, de túlélte a balesetet.
Július 6-án a Marussia közleményében kijelentette, hogy pilótájuk állapota javult. John Booth csapatvezető tíz nappal később kiadott nyilatkozata szerint a csapat nem volt hibás a balesetben, az autón minden jól működött a balesetet megelőzően és annak pillanatában is. A versenyzőnőt 17 napig tartották megfigyelés alatt a kórházban, ezt követően térhetett haza Spanyolországba.
Októberben először jelent meg nyilvánosan a balesetet követően, amikor interjút adott a "Hola!" magazinnak, majd sajtótájékoztatót tartott a média képviselői számára. Kijelentette, hogy amennyiben engedélyt kap rá, úgy szeretné folytatni a versenyzést.

## Magánélete
De Villota három hónappal halála előtt, 2013. július 28-án férjhez ment személyi edzőjéhez, Rodrigo García Millánhoz.

## Halála
2013. október 11-én reggel, pontosan egy évvel azt követően, hogy a nyilvánosság elé lépett balesetét követően, a spanyol média arról számolt be, hogy 33 éves de Villotát holtan találták sevillai szállodai szobájában. A Eurosport később beszámolt róla, hogy családja megerősítette halálhírét. A boncolás megerősítette, hogy halálát szívinfarktus okozta. A család később kiadott egy nyilatkozatot, amelyben úgy nyilatkoztak, hogy a törvényszéki orvosszakértő megerősítette, de Villota halálát a balesete következtében fellépő neurológiai rendellenesség okozta.

## Megjelent könyve
- La vida es un regalo ("Life Is a Gift",  "Az élet ajándék", 2013)[25] ISBN 9788415880394